# Gerhard von Scharnhorst
Gerhard Johann David von Scharnhorst (12. november 1755 – 28. juni 1813) var preussisk general, der var født i Bordenau.
Fra 1808 til 1810 var han preussisk krigsminister og indtil sin død chef for generalstaben.
Den tyske krigsmarine opkaldte slagskibet Scharnhorst efter ham. Dette løb af stabelen i 1936, og det blev sænket af englænderne i 1943.